# Debbie Bestwick
Deborah Jayne Bestwick, dite Debbie Bestwick, est une femme d'affaires britannique née le 7 mars 1970. Après une courte carrière dans la vente de jeux vidéo, elle participe à la fusion en décembre 1990 de l'éditeur de jeux vidéo 17-Bit Software avec le développeur suédois Team 7, qui mène à la formation de Team17, influent acteur du jeu vidéo britannique derrière d'importants succès commerciaux des années 1990 aux années 2020 (Worms). Elle en est l'actuelle directrice générale.
En tant que cofondatrice et dirigeante de Team17, Bestwick est distinguée à de nombreuses reprises par la profession. Elle est également faite membre de l'Ordre de l'Empire britannique en juin 2016 pour ses services rendus à l'industrie britannique du jeu vidéo.

## Biographie
Deborah Jayne Bestwick nait le 7 mars 1970, et commence à s'intéresser aux jeux vidéo à l'âge de douze ans, en jouant à Football Manager sur la console ZX Spectrum de son frère. À seize ans, peu avant de préparer l'équivalent britannique du baccalauréat, la jeune fille cherche un emploi pour financer ses vacances d'été et se fait embaucher dans un magasin de jeux vidéo, une proximité avec les jeux qu'elle décrit comme « le paradis » et qui la convainc de ne pas retourner terminer sa scolarité. Peu de temps après, le gérant du magasin propose à Bestwick de prendre sa succession à la tête de l'entreprise, ce qu'elle accepte. Elle le gère pendant douze mois avant de négocier sa vente à l' entrepreneur Michael Robinson et son intégration dans Microbyte, la compagnie de vente d'ordinateurs de celui-ci. Chez Microbyte, Bestwick grimpe les échelons jusqu'à devenir directrice des promotions  puis tard directrice des ventes.
En 1990, son collègue Martyn Brown propose de convertir 17-Bit Software, alors un éditeur de jeux vidéo également détenu par Robinson, en une entité agissant à la fois comme éditeur et développeur. Celle-ci se baserait pour le développement sur une équipe de trois hommes localisée à Olofström en Suède et appelée Team 7, et ferait de Martyn Brown son chef de projet. L'accord de Robinson obtenu, le projet Team 7 est constitué et emploie Bestwick comme « soutien commercial » de 17-Bit Software. Les deux studios conviennent rapidement de fusionner et Team17 nait officiellement le 7 décembre 1990,,. Bestwick et Brown se partagent la gestion du studio, jusqu'à ce que Bestwick rachète les parts de Brown et de Robinson en 2010 ; Bestwick devient alors la directrice unique de Team17 en qualité de directrice générale.
En mai 2018, Bestwick introduit Team 17 à la Bourse de Londres et reçoit près de 50 millions de livres sterling pour la vente de 50 % de ses actions,.

## Vie privée
Debbie Bestwick a deux enfants et réside en Angleterre, près de Nottingham.

## Distinctions
En avril 2015, lors des MCV Awards 2015, le magazine de jeux vidéo MCV fait de Bestwick sa « Personnalité de l'année ». Lors de la première conférence organisée par l'association internationale Women in Games, en septembre 2015, également organisée par MCV, Bestwick reçoit le prix Hall of Fame, puis le prix « Femme d'affaires de l'année » lors de cette même conférence l'année suivante. Lors des Golden Joystick Awards de 2017, elle est lauréate de la catégorie « Contribution exceptionnelle à l'industrie britannique du jeu vidéo ».
Bestwick est aussi nommée en 2016 membre de l'Ordre de l'Empire britannique (MBE) pour ses services rendus à l'industrie du jeu vidéo britannique.